# 아이 패턴

아이 패턴(eye pattern) 또는 아이 다이어그램(eye diagram)은 전기 통신에서 수신기의 디지털 신호가 반복적으로 샘플링되어 수직 입력(y축)에 적용되는 동시에 데이터 속도를 사용하여 신호를 트리거하는 오실로스코프 디스플레이이다. 수평 스윕(x축). 여러 유형의 코딩에서 패턴이 한 쌍의 레일 사이에 있는 일련의 눈처럼 보이기 때문에 그렇게 불린다. 이는 기저대역 펄스 전송 시스템의 성능에 대한 채널 잡음, 분산 및 기호 간 간섭의 결합된 효과를 평가하기 위한 도구이다. 이 기술은 WWII SIGSALY 보안 음성 전송 시스템에서 처음 사용되었다.
수학적 관점에서 아이 패턴은 신호의 확률 밀도 함수(PDF)를 모듈로 단위 간격(UI)으로 시각화한 것이다. 즉, UI 기간 동안 신호가 가능한 각 전압에 있을 확률을 보여준다. 일반적으로 작은 밝기 차이를 더 쉽게 시각화하기 위해 색상 램프가 PDF에 적용된다.
디스플레이를 분석하여 여러 시스템 성능 측정값을 도출할 수 있다. 신호가 너무 길거나, 너무 짧거나, 시스템 클록과 제대로 동기화되지 않거나, 너무 높거나, 너무 낮거나, 소음이 너무 많거나, 변경하기에 너무 느리거나, 언더슈트 또는 오버슈트가 너무 많은 경우 이는 아이 다이어그램에서 관찰할 수 있다. 개방된 아이 패턴은 최소한의 신호 왜곡에 해당한다. 심볼간 간섭과 노이즈로 인한 신호 파형의 왜곡은 아이 패턴의 폐쇄로 나타난다.

## 같이 보기
- 신호 무결성